# Јабука (кратки филм)
Јабука је југословенски кратки филм из 1982. године. Режију је урадио Младомир Пуриша Ђорђевић, који је и написао сценарио. 

## Улоге
| Глумац            | Улога              |
| ----------------- | ------------------ |
| Драган Бјелогрлић | Јабука             |
| Ивана Королија    | Роса               |
| Обрен Хелцер      | Ратни друг/Конобар |
| Михајло Поповић   | Отац               |
| Анђа Поповић      | Мајка              |